# 耳筆螺
耳筆螺（学名：Strigatella auriculoides）为筆螺科焰筆螺屬下的一个种。